# Världsmästerskapen i orientering 2005
Världsmästerskapen i orientering 2005 hölls den 9-15 augusti 2005 i Aichi i Japan.

## Medaljörer

### Herrar

#### Långdistans
1. Andrey Khramov, Ryssland 1.37.22
2. Marc Lauenstein, Schweiz 1.39.30
3. Holger Hott Johansen, Norge 1.42.09

#### Medeldistans
1. Thierry Gueorgiou, Frankrike 33.00,3
2. Chris Terkelsen, Danmark 34.32,0
3. Jarkko Huovila, Finland 34.49,3

#### Sprint
1. Emil Wingstedt, Sverige 14.31,0
2. Daniel Hubmann, Schweiz 14.41,5
3. Jani Lakanen, Finland 14.45,7

#### Stafett
1. Norge (Holger Hott Johansen, Øystein Kristiansen, Jørgen Rostrup) 2.16.48
2. Frankrike (François Gonon, Damien Renard, Thierry Gueorgiou) 2.17.16
3. Schweiz (Matthias Merz, Marc Lauenstein, Daniel Hubmann) 2.17.48

### Damer

#### Långdistans
1. Simone Niggli, Schweiz 1.13.23
2. Heli Jukkola, Finland 1.15.35
3. Vroni König Salmi, Schweiz 1.17.49

#### Medeldistans
1. Simone Niggli, Schweiz 32.46,3
2. Jenny Johansson, Sverige 34.59,7
3. Minna Kauppi, Finland 35.50,0

#### Sprint
1. Simone Niggli, Schweiz 14.02,7
2. Anne Margrethe Hausken, Norge 14.34,4
3. Heather Monro, Storbritannien 15.01,7

#### Stafett
1. Schweiz (Lea Müller, Vroni König-Salmi, Simone Niggli-Luder) 2.07.46
2. Norge (Marianne Andersen, Marianne Riddervold, Anne Margrethe Hausken) 2.09.28
3. Sverige (Jenny Johansson, Karolina A. Højsgaard, Emma Engstrand) 2.10.35